# 화원중학교 (서울)
화원중학교(禾元中學校)는 대한민국 서울특별시 강서구 화곡동에 있는 공립 중학교이다.

## 학교 연혁
- 1995년 1월 11일 : 화원중학교 설립 인가
- 1996년 3월 1일 : 초대 신태주 교장 부임
- 1996년 3월 2일 : 개교
- 1996년 3월 2일 : 제1회 입학식 (남 7학급, 여 4학급)
- 1999년 2월 12일 : 제1회 졸업식 (졸업생 515명)
- 2021년 3월 1일 : 제10대 정춘면 교장 부임
- 2022년 12월 30일 : 제25회 졸업식(8개반 남 100명, 여 91명) 총 8,209명
- 2023년 3월 2일 : 제28회 입학식(8개반 남 115명, 여 87명)

## 참고 자료
- 화원중학교 - 한국교육학술정보원 학교알리미